# Chilly Gonzales
Chilly Gonzales   (Montreal, 20 de març de 1972) és un cineasta, músic i productor anglòfon quebequés, també conegut simplement com a Gonzales o Gonzo, encara que el seu nom és Jason Charles Beck.
Guanyador d'un Grammy i d'un rècord Guiness, Gonzales ha col·laborat amb altres artistes com Andrew WK, Daft Punk, Jamie Lidell o James Rhodes, a més de publicar un mètode de piano.
Gonzales s'autodefinix com un «geni de la música» i fa recitals interactius en «pianovisió» —una pantalla retransmet en directe un plànol cenital del teclat mentres ell toca— vestit amb un batí de seda, pantofles i guants.

## Biografia
Nascut Jason Charles Beck, als tres anys aprengué a tocar el piano.
Provinent del jazz, entrà a formar part del grup de rock alternatiu Son, amb els quals treballà en l'àlbum conceptual Wolfstein;
en la dècada de 2000, cansat de l'escena musical canadenca, Gonzales es mudà a Berlín, com les seues compatriotes Peaches i Leslie Feist: l'any 2000 publicà el seu debut en solitari com a raper, Gonzales Uber Alles —el qual presentà en directe al Festival Internacional de Benicàssim junt amb Peaches—, que inclou l'èxit Let's Groove Again, seguit de l'àlbum The Entertainist i el senzill Take Me To Broadway; llavors, el 2004 publicà Solo Piano, en el qual toca el piano a l'estil d'Erik Satie, i del qual ençà reorientà la seua carrera com a entretenidor amb el piano com a instrument principal.
L'any 2009 guanyà el rècord Guinness del concert més llarg interpretat per un individu en tocar el piano durant vint-i-set hores seguides al teatre parisenc Ciné 13.
L'any 2011 publicà The Unspeakable Chilly Gonzales, un àlbum de mitja hora de durada amb arranjaments orquestrals del seu germà, el compositor de música per a cinema Christopher Beck, que inclou peces com "A Different Kind of Prostitute".
L'any 2012 presentà Solo Piano II, un disc enregistrat en deu dies a l'estudi Pigalle parisenc i en el qual són evidents les influències de Satie en "Rideaux Lunaires" o Chopin en "Evolving Doors".
Acompanyat en alguns concerts per la BBC Symphony Orchestra, en els quals combinava la interpretació de peces instrumentals com Concerto, raps com Supervillain Music o la peça Never Stop, utilitzada en un anunci de l'iPad; a més del diàleg constant amb el públic, l'espectacle acabava amb Gonzales fent crowd-surfing.
El 2013 eixí Solo Piano III, en el qual reprén peces de Bach, Beach House o Daft Punk amb ritmes atípics —5/4 o 7/8— o l'harmonia de la "Gnossienne No 1" de Satie en "Famous Hungarians" i "Chico", amb una tècnica més pròpia d'un pianiste clàssic que d'un tecliste de blues.
L'any 2014 publicà el llibre Re-Introduction Etudes («estudis reintroductoris»), un mètode de piano amb vint-i-quatre peces pròpies pensades per a estudiants aficionats o que deixaren l'instrument; el llibre inclou un disc amb les seues gravacions dels estudis.
Al final del mateix any publicà un article en The Guardian sobre l'evolució de la música popular contemporània, en la qual es perdia l'ús de la progressió harmònica en favor d'un so definit, amb l'anàlisi de cançons d'artistes comercials com Iggy Azalea o Taylor Swift.
El 2017 publicà un disc conjunt amb l'ex cantant de Pulp, Jarvis Cocker, intitulat Room 29 («habitació 29»): Cocker i Gonzales es conegueren anys abans, a l'eixida del cine de vore Borat;
ambdós presentaren llur disc l'estiu del mateix any, en el marc del 70é Festival Internacional d'Edinburgh:
en els concerts, el públic era rebut per un grum a l'entrada del pati de butaques com si donara pas a l'habitació del Marmont; l'escenografia incloïa, a més del piano —amb Gonzales de batí—, un llit i una tauleta amb un telèfon, que Cocker utilitzava per a sol·licitar un quartet de corda per a acompanyar-los; el recital acabava amb una cançó d'un altre mont-realer sobre un hotel ("Paper Thin Hotel" de Leonard Cohen) abans que Cocker anunciara que si no deixaven «l'habitació» abans de les 11 els cobrarien un recàrrec.

## Discografia

### Son
| • Thriller (1995) |
| --- |
| (WEA) 1. Thriller (0:08) 2. Joke (3:42) 3. Pick Up The Phone (4:02) 4. Young Offenders Act (2:49) 5. Bluesman (1:03) 6. Allergic Again (4:06) 7. Rotten (4:16) 8. Noodleheads / Betaboys (1:30) 9. Can't Feel (2:31) 10. Burning Beard (3:22) 11. Killing Is Easy (4:49) 12. Ultrararemetal Part I (0:59) 13. Son (0:37) 14. Jewish Jazz (3:38) 15. The Magic Tongue (5:02) 16. You Can Have It If You Smoke (0:16) |

| • Pick Up the Phone (EP) (1997)                                                                                      |
| --- |
| (WEA) 1. Pick Up the Phone (4:02) 2. Young Offenders Act (2:49) 3. Noodleheads / Betaboys (1:30) 4. Honey Ham (2:32) |

| • The Place to Be (EP) (1997)                                                                  |
| ---------------------------------------------------------------------------------------------- |
| (Evil Humanoids) Cara A: 1. White Chocolate 2. The Place to Be Cara B: 1. Pillow Talk 2. Texan |

| • Wolfstein (1995) |
| --- |
| (WEA) 1. Go Along with It (2:55) 2. The Place to Be (3:38) 3. Where to Go (4:11) 4. Soldiers (3:03) 5. Pillow Talk (1:09) 6. Texan (3:46) 7. Making a Jew Cry (2:54) 8. Repetitive Behaviour (4:34) 9. I Told you a Secret (3:09) 10. Prison Scandal (4:42) 11. Recurring Dream (2:23) 12. Don't Cry (3:09) 13. Parking Lot (5:23) |

### Gonzales
| • O.P. Original Prankster (EP) (1999)                                                                                     |
| --- |
| (Kitty-Yo) Cara A 1. Past your Bedtime (4:52) 2. The Worst MC (4:02) Cara B 1. Let's Groove Again (3:31) 2. Feedom (4:59) |

| • Red Leather (amb Peaches) (2000)                                               |
| -------------------------------------------------------------------------------- |
| (Kitty-Yo) 1. Red Leather (2:53) 2. We Want It (3:58) 3. Hot Pink Hot Sex (2:57) |

| • Let's Groove Again (2000)                                                     |
| ------------------------------------------------------------------------------- |
| (Kitty-Yo) 1. Let's Groove Again 2. Pranksterdam 3. Gonna Get off Right Away II |

| • Gonzales Uber Alles (2000) |
| --- |
| (Kitty-Yo) 1. Chilly in F Minor (1:22) 2. Real Motherf***in' Music (2:02) 3. The Worst MC (3:51) 4. Let's Groove Again (3:28) 5. Why Don't We Disappear? (3:17) 6. Gringo Star (3:25) 7. Walked for Hours (5:14) 8. Chilly in Bb Minor (2:07) 9. Clarinets (4:29) 10. Love Scene (3:01) 11. You Are (3:00) 12. Past Your Bedtime (4:53) 13. Chilly in D Minor (3:03) |

| • The Entertainist (2000) |
| --- |
| (Kitty-Yo) 1. Candy 2. The Worst MC Part 2 3. No Beats 4. Futuristic Ain't Shit to Me 5. This One Jam 6. Cum on You 7. Meditation 8. Feedom Freestyle 9. Higher than You 10. The Name They Gave Me 11. So What Da Fuck? 12. Figga Please 13. Prankster Fly 14. Ain't No Stoppin' The Poppin' |

| • III "Presidential Suite" (2001) |
| --- |
| (Kitty-Yo) 1. So Called Party over There (3:51) 2. Shameless Eyes (3:07) 3. Scheme and Variations (2:01) 4. You Snooze You Lose (3:08) 5. 1000 Faces (3:15) 6. Political Platform Shoes (2:25) 7. Take Me to Broadway (2:58) 8. The Joy of Thinking (2:27) 9. Decisions (3:35) 10. Chilly in F Major (2:01) 11. Starlight (3:24) 12. Bottom of the Pops (4:13) 13. Salieri Serenade (2:40) 14. Headstone Park (3:12) 15. Melodika (1:53) |

| • Z (2003) |
| --- |
| (Kitty-Yo/PIAS) 1. Chilly in F Minor 2. Variations on a Scheme 3. (Another) So Called Party 4. This One Jam 5. Lovertits 6. Soft Shoe Snoozin' 7. You Are 8. Why Don't We Disappear 9. The Joy of Thinking 10. Decisions 11. Take Me to Broadway 12. Starlight 13. Let's Groove Again 14. Dans tes yeux 15. Love Scene / Higher than You |

| • Solo Piano (2004) |
| --- |
| (No Format) 1. Gogol 2. Manifesto 3. Overnight 4. Bermuda Triangle 5. Dot 6. Armellodie 7. Carnivalse 8. Meischeid 9. Paristocrats 10. Gentle Threat 11. The Tourist 12. Salon Salloon 13. Oregano 14. Basmati 15. C.M Blues 16. One Note at a Time |

| • Soft Power (2008) |
| --- |
| (Arts & Crafts / Mercury) 1. Working Together 2. Slow Down 3. Theme From In-Between 4. Unrequited Love 5. Map of the World 6. Modalisa 7. Apology 8. Let's Ride 9. C Major 10. Singing Something 11. Bonus Tracks 12. Fortunately, Unfortunately 13. Slow Down (Remix) 14. Home Movies |

| • Le Guinness World Record '1980's Hit-Parade' (2009) |
| --- |
| (Gentle Threat) 1. King of Pain 2. Faith 3. In the Air Tonight 4. Super Freak 5. I Love Rock 'N' Roll 6. Hello 7. When Doves Cry 8. Cars 9. Eye of the Tiger 10. Careless Whisper |

| • Le Guinness World Record 'Live Originals' (2009) |
| --- |
| (Gentle Threat) 1. Meischeid 2. Singalong 3. Scheme And Variations 4. Cm Blues 5. Manifesto 6. Gentle Threat 7. Boss Bossa 8. C Major 9. Chilly In F Minor 10. Modalisa 11. Armellodie |

| • Le Guinness World Record 'One-Night Standards' (2009) |
| --- |
| (Gentle Threat) 1. Blue Moon 2. Caravan 3. Hey That's No Way to Say Goodbye / The First Time I Ever Saw Your Face 4. My Girl 5. Autumn Lives 6. It Was a Very Good Year 7. Hit the Road Jack 8. In a Sentimental Mood 9. Body and Soul |

| • Le Guinness World Record 'Friends of Mine' (2009) |
| --- |
| (Gentle Threat) 1. My Moon My Man 2. You Are Never Alone 3. Something About Us 4. One Morning in May 5. Limit to Your Love 6. Multiply 7. One Evening 8. Numéro |

| • Ivory Tower (2010) |
| --- |
| (Gentle Threat) 1. Knight Moves (5:12) 2. I Am Europe (4:43) 3. Bittersuite (3:40) 4. Smothered Mate (6:04) 5. The Grudge (3:14) 6. Rococo Chanel (3:02) 7. Never Stop (4:44) 8. Pixel Paxil (3:57) 9. You Can Dance (5:10) 10. Crying (4:50) 11. Final Fantasy (5:42) Pistes extra 12. Siren Song (3:30) 13. Never Stop (Chilly Gonzales Rap) (3:49) |

| • Bande Originale (2010) |
| --- |
| (Éditions Flammarion) 1. Oh Nine (6:32) 2. Carolina (1:49) 3. Ingredients (2:20) 4. Magic (4:39) 5. Two Notes at a Time (4:40) 6. Pony (2:37) 7. Celeste (8:20) 8. Ballad (5:11) 9. Minor Blues (4:10) 10. Jam (4:04) 11. Melodica (4:50) 12. Timpani (5:03) 13. Gospel (3:18) |

| • The Unspeakable Chilly Gonzales (2011) |
| --- |
| (Gentle Threat) 1. Supervillain Music 3:15 2. Self Portrait 3:37 3. Party In My Mind 3:22 4. Different Kind Of Prostitute 2:35 5. Rap Race 1:58 6. Beans 3:29 7. Bongo Monologue 3:05 8. Who Wants To Hear This? 2:41 9. Shut Up And Play The Piano 3:36 10. Different Kind Of Prostitute (Instrumental) 2:36 11. Self Portrait (Instrumental) 3:38 12. Beans (Instrumental) 3:31 13. Who Wants To Hear This? (Instrumental) 2:43 |

| • Solo Piano II (2012) |
| --- |
| (Gentle Threat) 1. White Keys 2. Kenaston 3. Minor Fantasy 4. Escher 5. Rideaux lunaires 6. Nero's Nocturne 7. Venetian Blinds 8. Evolving Doors 9. Epigram in E 10. Othello 11. Train Of Thought 12. Wintermezzo 13. La Bulle 14. Papa Gavotte 15. 26 December 2011 (Rough Trade bonus) |

| • Solo Piano II Live Concert (Munich 2012) (2012)                |
| ---------------------------------------------------------------- |
| (autopublicat) 1. Solo Piano II Live Concert (Munich 2012) 65:04 |

| • Re-Introduction Etudes (2014) |
| --- |
| (Gentle Threat) 1. Five Spot 2. Pavane 3. Pleading the Fifth 4. Mansbridge 5. Red Thread 6. Cloches Tristes 7. Sunday Unsung 8. Climbing and Falling 9. Tarantula 10. Odessa 11. Aquamarine 12. Dressed in Green 13. In-Between 14. Glad and Sad 15. Resolutions per Minute 16. Cycle Therapy 17. Early Bird 18. College Triads 19. Les Accords 20. White Litany 21. Chaconne and O 22. 80's and Gentlemen 23. Lefties 24. Knight Moves Solo Piano |

| • Chambers (2015) |
| --- |
| (Gentle Threat) 1. Prelude to a Feud (2:24) 2. Advantage Points (3:43) 3. Sweet Burden (4:21) 4. Green's Leaves (2:43) 5. Freudian Slippers (5:34) 6. Solitaire (1:43) 7. Odessa (3:36) 8. Sample This (3:10) 9. The Difference (1:58) 10. Cello Gonzales (2:53) 11. Switchcraft (4:18) 12. Myth Me (3:13) 13. (Not) A Musical Genius (Bonus Track) (2:37) |

| • Room 29 (2017) |
| --- |
| (Deutsche Grammophon) 1. Room 29 (3:35) 2. Marmont Overture (2:41) 3. Tearjerker (3:03) 4. Interlude 1 - "Hotel Stationery" (1:21) 5. Clara (2:58) 6. Bombshell (4:35) 7. Belle Boy (3:03) 8. Howard Hughes under the Microscope (3:19) 9. Salomé (2:54) 10. Interlude 2 - "5 Hours a Day" (1:13) 11. Daddy, You're Not Watching Me (2:10) 12. The Other Side (3:43) 13. The Tearjerker Returns (3:31) 14. A Trick of the Light (7:21) 15. Room 29 (Reprise) (2:10) 16. Ice Cream as Main Course (2:50) |

| • Live at Massey Hall (2018) |
| --- |
| (Gentle Threat) 1. Sweet Burden 2. Sample This 3. Prelude To A Feud 4. Solitaire 5. Minor Fantasy 6. White Keys 7. Advantage Points 8. Supervillain Music 9. Dot 10. The Grudge 11. Armellodie 12. Knight Moves 13. Smothered Mate |

| • Solo Piano III (2018) |
| --- |
| (Gentle Threat) 1. Treppen (1:30) 2. Pretenderness (2:44) 3. Prelude In C Sharp Major (2:38) 4. Famous Hungarians (2:05) 5. Chico (1:35) 6. Nimbus (2:01) 7. Be Natural (3:47) 8. Ellis Eye (2:54) 9. Present Tense (2:41) 10. Cactus Impromptu (2:21) 11. Lost Ostinato (3:00) 12. Blizzard In B Flat Minor (1:37) 13. October 3rd (3:19) 14. Kopfkino (3:46) 15. Whist (2:27) |

| • Other People's Pieces (2018) |
| --- |
| (GENTLE019D) 1. Daft Punk Medley (3:40) 2. Something About Us (3:02) 3. Weezer Medley (2:16) 4. Damage In Your Heart (3:3) 5. Drake Medley (1:57) 6. Take Care Medley (3:29) 7. Lana Del Rey Medley 3:08) 8. Old Money (4:10) 9. The Traveller (1:57) 10. 10:37 She's So Lovely Medley (3:01) 11. Rap Piano Medley (2:03) |

| • A Very Chilly Christmas (2020) |
| --- |
| (GENTLE022) 1. Silent Night (2:45) 2. Good King Wenceslas (2:01) 3. Silver Bells (2:39) 4. God Rest ye Merry Gentlemen (2:27) 5. Last Christmas (2:25) 6. The Banister Bough (4:10) 7. Jingle Bells (1:44) 8. All I Want for Christmas Is you (1:40) 9. In the Bleak Midwinter (2:12) 10. Snow Is Falling in Manhattan (4:06) 11. O Tannenbaum (1:39) 12. Maria durch ein Dornwald ging (1:23) 13. O Come, all ye Faithful (2:26) 14. We Three Kings (3:00) 15. Auld Lang Mynor (1:32) |

| • Ivory Tower The Remixes (2020) |
| --- |
| (GENTLE010D) 1. Knight Moves 2. Knight Moves (DJ Koze Remix) 3. Knight Moves (Lone Remix) 4. Knight Moves (Solo Piano Version) 5. Never Stop 6. Never Stop (Chilly Gonzales Rap) 7. Never Stop (Erol Alkan's Rework) 8. Never Stop (Erol Alkan's Piano-Pella) 9. I Am Europe 10. I Am Europe (Claude Von Stroke Take a Trip Mix) 11. I Am Europe (Claude Von Stroke Dub Mix) 12. I Am Europe (Djedjotronic Remix) 13. I Am Europe (Dirty Doering Remix) 14. I Am Europe (Accapella) 15. You Can Dance 16. You Can Dance (Radio Edit) 17. You Can Dance (Shadow Dancer Remix) 18. You Can Dance (Robotaki Remix) 19. You Can Dance (Cosmonaut Grechko Remix) 20. You Can Dance (Edwin Van Cleef Remix) 21. You Can Dance (Popular Computer Remix) 22. You Can Dance (Kris Baha Banana Acid Remix) 23. You Can Dance (Peking Duk Remix) 24. You Can Dance (Max Tundra Remix) 25. You Can Dance (Gemini Club Remix) 26. You Can Dance (Walter Sobcek Remix) |

- Consumed in Key (Plastikman & Chilly Gonzales) – 2022
- He Thinks That I'm An Angel (Goldie Boutilier & Chilly Gonzales) from Cowboy Gangster Politician EP - 2022
- Daft Punk - "GLBTM (Studio Outtakes)" from Random Access Memories (10th Anniversary Edition) - 2023
- French Kiss - Gentle Threat, 2023